# Шрам, Фредерик (футболист)
Фредерик Август Альбрехт Шрам (исл. и дат. Frederik August Albrecht Schram; род. 19 января 1995, Драгёр, Ховедстаден) — исландский футболист, вратарь клуба «Роскилле» и сборной Исландии.

## Клубная карьера
В 2013 присоединился к молодежной академии клуба «Оденсе». В сентябре следующего году подписал профессиональный контракт с «Вестшелланном». По итогам сезона клуб занял 11 место в Суперлиге и вылетел в Первую лигу, а Шрам не сыграл ни одного официального матча и покинул команду. Весной 2016 года стал игроком «Роскилле». 17 апреля дебютировал в Первой лиги в матче против «Хорсенс».

## Карьера за сборную
Шрам родился на территории Дании, в семье отца-датчанина и матери-исландки.
Дебют за молодёжную сборную Исландии состоялся 8 февраля 2017 года в товарищеском матче против сборной Швеции (0:2).
Дебют за национальную сборную Исландии состоялся 8 февраля 2017 года в товарищеском матче против сборной Мексики (0:1). Включён в состав сборной на чемпионат мира 2018 в России.